# Two-up

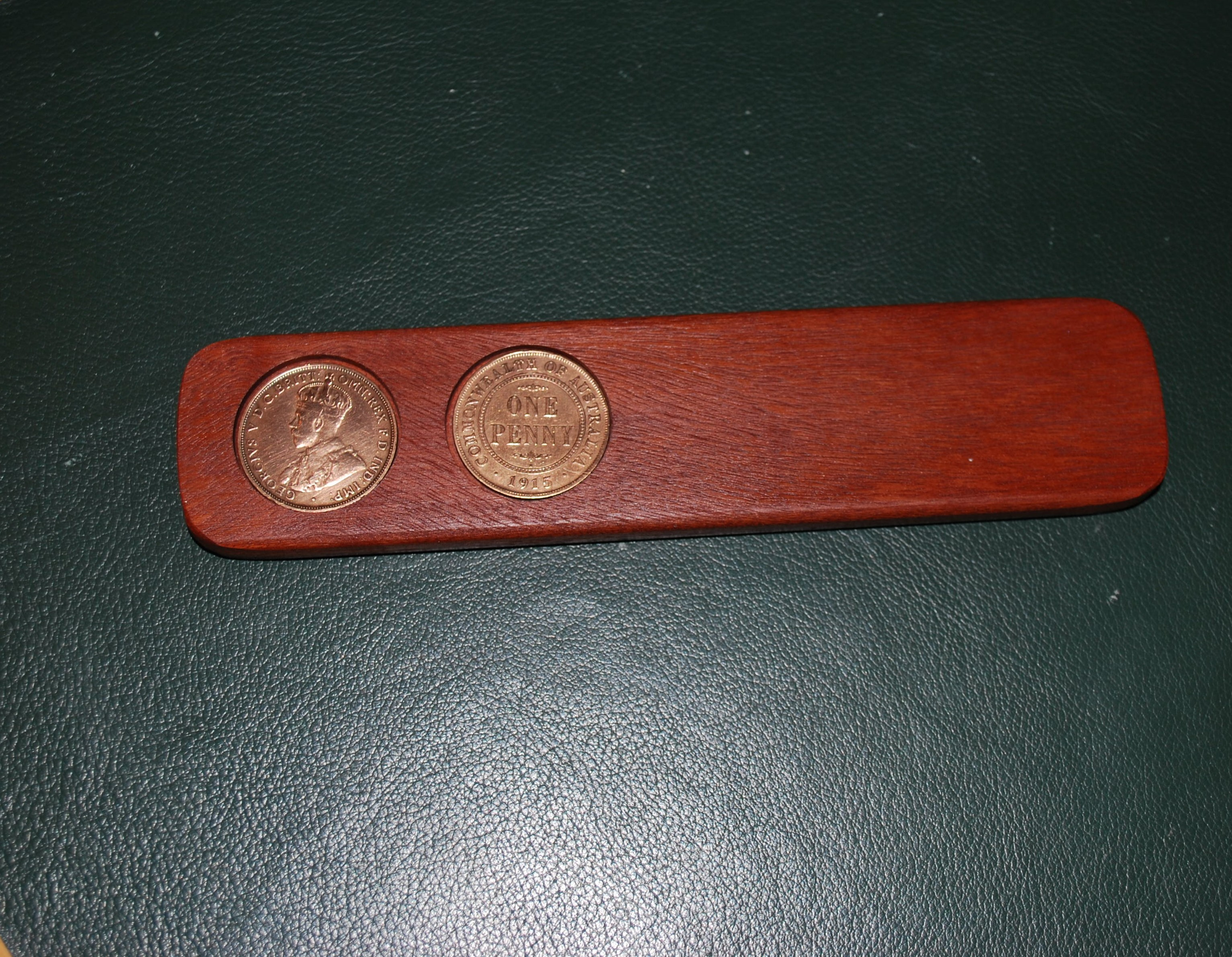
Two-up-Set mit Australischen Pennys aus dem Jahre 1915, dem Jahr der Schlacht von Gallipoli

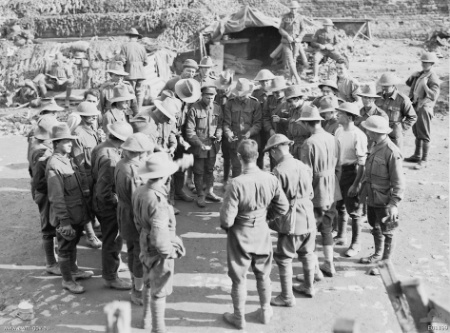
Australische Soldaten beim Two-Up-Spiel während des Ersten Weltkriegs an der Front bei Ypern, 23. Dezember 1917, Australian War Memorial Museum

Two-up oder Swy (nach dem deutschen Wort "zwei") ist ein aus Australien stammendes Glücksspiel. Es ist wohl das einzige Casino-Spiel, bei dem Münzen geworfen werden – es sei denn, es wird mit Würfeln gespielt (s. u.).
Two-up entstand in der Zeit des Australischen Goldrauschs in den 1850er Jahren. Während des Ersten Weltkriegs war es unter den Angehörigen des Australian and New Zealand Army Corps besonders beliebt, sodass es alljährlich am ANZAC Day, dem Tag der Erinnerung an die Landung auf Gallipoli am 25. April 1915, gerne gespielt wird.

## Die Regeln

### Allgemeines
Two-up wird in einer kreisförmigen Arena (Pit oder Ring) von ca. sechs Metern Durchmesser gespielt, auf deren äußerem Rand die Einsätze platziert werden. Der Croupier (Boxer) wählt einen Spieler aus und bittet ihn mit dem Ruf "Come in, spinner!", durch eine Aussparung in den Ring zu treten.
Nachdem der Spinner, d. h. der Spieler in der Arena, und die Zuschauer ihre Einsätze getätigt haben, heißt es "No more bets, please!"; und es werden zwei Münzen, stilecht alte vor-dezimale australische Pennys, in zwei kleine dafür vorgesehene Mulden auf einem ca. 20 cm langen Brett (Kip) gelegt, sodass bei einer Münze der Kopf, bei der anderen die Zahl sichtbar ist. Der Spinner schleudert nun die beiden Münzen in die Höhe; diese müssen mindestens einen Meter hoch geworfen werden und sollen sich dabei auch drehen (engl. to spin, daher auch spinner) – sonst ist der Wurf ungültig (barred).

### Throws
Zeigen beide Münzen dieselbe Seite, so nennt man das Ergebnis je nachdem Heads (Kopf) oder Tails (Zahl); zeigt eine Münze Heads, die andere Tails, so nennt man das Resultat Odds (Unentschieden).

### Spinner bet
Setzt der Spinner auf Heads, so gewinnt er im Verhältnis 7,5 zu 1, wenn er dreimal Heads wirft, bevor das erste Mal Tails oder eine Folge von fünf Odds erscheint. Ganz analog wird verfahren, wenn der Spinner auf Tails setzt.
Die Gewinnwahrscheinlichkeit beträgt bei der Wette des Spinners 11,364 %, der Bankvorteil somit 3,403 %.
Gewinnt der Spinner, so darf er weiterspielen; verliert er, so muss er die Arena verlassen, und der Boxer bittet einen neuen Spieler in den Ring.

### Non-spinner bets
Die Zuschauer können ebenfalls auf Heads oder auf Tails wetten; bei den Wetten der Zuschauer wird wie folgt verfahren:
Setzt ein Zuschauer z. B. auf Heads, so gewinnt er im Verhältnis 1:1, wenn Heads geworfen wird, und verliert bei einem Wurf von Tails. Bei einem Wurf von Odds fällt vorläufig keine Entscheidung, die Einsätze werden eingefroren, bis Heads oder Tails erscheint.
Wirft der Spinner aber fünf Mal in Folge Odds, so sind alle Wetten verloren –
auf diese Weise beträgt die Gewinnwahrscheinlichkeit nur 48,4375 %, und die Spielbank sichert sich so einen Vorteil von 3,125 %.
Jedes Mal, wenn die Wetten der Zuschauer entschieden sind, beginnt eine neue Runde von Non-spinner bets.

### Odds
Will ein Spieler darauf setzen, dass der Spinner bei den nächsten fünf Würfen jeweils Odds wirft, so tätigt er einen Einsatz auf Odds und gewinnt im glücklichen Fall im Verhältnis 30 zu 1.
Die Gewinnwahrscheinlichkeit beträgt bei dieser Wette 1 / 32 = 3,125 %; der Bankvorteil beträgt ebenfalls 3,125 % und ist damit gleich hoch wie bei den Non-spinner bets auf Heads oder Tails.

## Two-up dice
Two-up wird auch als Two-up dice gespielt; dabei werden anstelle von Münzen spezielle Würfel verwendet, die an jeweils drei Seiten mit dem Buchstaben H für Heads und an den verbleibenden drei Seiten mit einem T für Tails bezeichnet sind. Die Hs und Ts sind so angeordnet, dass – genau wie bei einer Münze – jedem H ein T gegenüberliegt und umgekehrt.
Des Weiteren gelten beim Würfelspiel Two-up dice genau dieselben Regeln wie bei Two-up, dem Spiel mit Münzen.